# Chérifa Kersit
Chérifa Kersit est une chanteuse de tamawayt originaire de Khénifra, dans le Moyen Atlas. 

## Biographie
Chérifa Kersit est née en 1967, dans une famille de seize enfants à Tazroute Moukhbou,de la tribu Zayane Khénifra. Elle n'a pas eu la possibilité d'aller à l'école, originaire d'une région rurale.
Au début des années 1980, la carrière de Chérifa a commencé sa carrière avec deux musiciens de la musique Amazighe moderne, Mohamed Rouicha et Maghni, joueurs de loutar.
Son premier album, Berbère Blues sort en 2002. 
En 2008, elle obtient le Prix des Arts pour la chanson traditionnelle décerné par Institut royal de la culture amazighe avec Hadda Ouâkki et Ahmed Bizmaouen. Elle se produit sur diverses scènes françaises et marocaines, au festival Moonfest Lala Takerkoust en 2011, en 2012 au festival international de Merzouga des musiques du monde, et en 2012, 2013 et 2015 au festival de Fès des musiques sacrées du monde.

## Style
Chérifa Kersit chante de la chanson amazighe, dans un style mélodique, accompagnée de loutar, de violon ou de bendir.

## Discographie
- 2002 : Berbère blues

## Sources
1. ↑  « Portrait : Chérifa Kersit, la diva amazighe », 5 août 2011
2. ↑  « À Fès, une Afrique aux reflets multiples », sur lemondedesreligions.fr, 27 mai 2015